# Établissement thermal de Luxeuil-les-Bains
L'établissement thermal de Luxeuil-les-Bains est un édifice situé à Luxeuil-les-Bains, en France.
Il est géré par la Chaîne Thermale du Soleil.

## Description
Les eaux de Luxeuil sont issues de deux forages : Dr Pierrat et soleil. Eaux chaudes (hyperthermales) à 50 °C et 60 °C, sources chlorurées sodiques, bicarbonatées, sulfatées, siliceuse et riche en oligo-éléments. Les cures à Luxeuil-les-bains sont actuellement préconisées surtout pour la phlébologie et les affections  gynécologiques et rhumatismales.
Les thermes et les eaux de Luxeuil-lès-Bains sont renommés nationalement.

## Localisation
L'édifice est situé sur la commune de Luxeuil-les-Bains, dans le département français de la Haute-Saône.

## Histoire
Les eaux de Luxeuil étaient déjà captées au moment de la conquête romaine. Selon une tradition contestée, le général romain Labienus aurait alors « réparé » les thermes. Ceux-ci seront désaffectés lors des grandes invasions, qui détruisirent la ville, et les sources seront perdues.
C'est sous le règne de Louis XV que fut construit l’actuel bâtiment d'architecture classique en grès rose des Vosges : l'établissement est inauguré en 1768. La ville cède la concession à l'État en 1853. Napoléon III remarqua le lieu et y passa une saison avec l'impératrice Eugénie en 1856. Bien qu'il ait préféré Plombières-les-Bains, sa visite contribua fortement à relancer la station de Luxeuil, qui devint rapidement à la mode. Au début du XXe siècle, de nombreuses personnalités, comme Sacha Guitry ou Yvonne Printemps, s'y font remarquer. Le lieu est alors réputé pour son élégance et pour son parc. De nombreux grands hôtels, Hôtel des Thermes, Métropole, du Parc, des Sources, etc., sont construits ainsi que des villas.
En 1936, la municipalité récupère les thermes ; une piscine thermale moderne est construite en 1938-1939. On comptait alors 18 sources (aujourd'hui captées) dans le parc, dont la Fontaine d'Hygie déclarée d'intérêt public en 1858, et dont l'eau fut commercialisée.
Après une période hésitante, l'activité thermale a bénéficié d'un certain renouveau. De 1914 en 1935, le nombre de curistes passe à 2 000 en 1954 et 3 000 dix ans plus tard. Aujourd'hui la population de la ville augmente toujours significativement lors de la saison estivale.

## Protection
L'édifice est classé au titre des monuments historiques en 1862 et 1942, et inscrit en 2011.